# Stefano Denswil
Stefano Denswil (* 7. Mai 1993 in Zaandam, Provinz Nordholland) ist ein niederländischer Fußballspieler. Er läuft meistens in der Abwehrkette auf und steht beim türkischen Erstligisten Trabzonspor unter Vertrag.

## Vereinskarriere

### Ajax Amsterdam
Bis zu seinen Aufstieg in die zweite Mannschaft von Ajax Amsterdam, welche als Jong Ajax bekannt ist, durchlief Stefano Denswil die Jugendmannschaften von Ajax. Sein Debüt gab er am 12. September 2011 bei dem 5:2-Sieg gegen die zweite Mannschaft von NEC Nijmegen. Bei diesem Sieg steuerte er mit dem zwischenzeitlichen 3:0 in der 53. Minute auch seinen ersten Treffer für Jong Ajax bei.
In der Saison 2012/13 durfte Denswil sein Debüt für die erste Mannschaft von Ajax Amsterdam geben, als er vom Trainer Frank de Boer beim 2:0-Sieg gegen ONS Sneek in der 3. Runde des KNVB-Pokal eingesetzt wurde. In diesem Spiel konnte er in der 88. Minute den 2:0-Endstand erzielen und damit sein erstes Tor für Ajax Amsterdam. Sein Debüt in der Eredivisie gab er am 3. November 2012 bei der 0:2-Niederlage gegen Vitesse Arnheim. In der Saison durfte er noch drei weitere Spiele bestreiten und am Ende der Saison mit seinen Mannschaftskollegen den Gewinn der Eredivisie feiern.
Am 18. September 2013 feierte Denswil bei der 0:4-Niederlage gegen den FC Barcelona in der Gruppenphase der UEFA Champions League 2013/14 sein Debüt im internationalen Vereinsfußball. Sein erstes Tor in der Champions League konnte er beim 1:1-Unentschieden gegen den AC Mailand am 1. Oktober 2013 erzielen, als er in der 90. Minute sein Team zwischenzeitlich in Führung gebracht hatte. Am 30. März 2014 konnte er beim 3:0-Sieg gegen FC Twente Enschede seinen ersten Ligatreffer erzielen, als er in der 29. Minute das zwischenzeitliche 1:0 erzielen konnte. Mit diesem Tor und seinen Einsätzen beteiligte er sich an der Verteidigung des Meistertitels. Zudem konnte Denswil und seine Teamkollegen das Finale des KNVB-Pokals erreichen, welches sie aber mit 1:5 gegen PEC Zwolle verloren.

### FC Brügge
Am 4. Januar 2015 wechselte Stefano Denswil zum belgischen Erstligisten FC Brügge und debütierte am 25. Januar 2015 beim 3:0-Sieg gegen den Lokalrivalen Cercle Brügge. Mit der Mannschaft aus Brügge konnte er in der regulären Saison den ersten Platz belegen. Nach der Meisterschaftsrunde belegte sie den zweiten Platz und ist damit der Vizemeister der Saison 2014/15. Nachdem sie die Halbfinalduelle gegen Cercle Brügge, in welchen Denswil mitgewirkt hat, mit 5:1 und 3:2 gewannen, zogen sie in das Finale ein und gewannen dieses mit 2:1 gegen den RSC Anderlecht. In der folgenden Saison gab Denswil in der Gruppenphase beim 1:1-Unentschieden gegen KP Legia Warschau am 22. Oktober 2014 ein Debüt in der UEFA Europa League. Mit dem Siegtreffer beim 1:0 im Achtelfinale des belgischen Pokals gegen Sporting Lokeren erzielte er sein erstes Tor für den FC Brücke und seinen ersten Ligatreffer erzielte er bei der 1:4-Niederlage gegen den RSC Anderlecht, als er in der 58. Minute das zwischenzeitliche 1:2 erzielte. 2016 und 2018 konnte er mit dem Verein die Belgische Meisterschaft gewinnen.

### FC Bologna
Im Sommer 2019 wechselte Denswil zum italienischen Erstligisten FC Bologna und unterschrieb dort einen Vertrag mit einer Laufzeit von drei Jahren. Nachdem er bei Bologna nur noch sporadisch zum Einsatz gekommen war, wechselte er per Leihe bis zum Saisonende zurück zum FC Brügge. Denswil bestritt für Brügge 12 von 21 möglichen Ligaspielen sowie drei Pokalspiele. Er schloss die Ausleihe mit dem Gewinn der belgischen Meisterschaft durch den FC Brügge ab. 
Er gehörte dann zunächst wieder zum Kader von Bologna. Zeitgleich mit dem Beginn der Saison 2021/22 in der italienischen Liga wurde er in die Türkei zu Trabzonspor ausgeliehen. Der türkische Verein verpflichtete den Spieler nach Ablauf der Leihe fest.

## Nationalmannschaftskarriere
Ab der U-15 hat er seit 2007 alle Jugendnationalmannschaften der Niederlande durchlaufen. In der U-17 konnte er einen Treffer erzielen und in der U-20 zwei. Zuletzt spielte er zwischen 2013 und 2014 für die U-21-Nationalmannschaft der Niederlande und absolvierte insgesamt sieben Partien.

## Erfolge
Ajax Amsterdam
- Niederländischer Meister: 2012/13, 2013/14
- Niederländischer Vizepokalsieger: 2013/14

FC Brügge
- Belgischer Vizemeister: 2014/15
- Belgischer Pokalsieger: 2014/15
- Belgischer Meister: 2015/16, 2017/18, 2020/21

Trabzonspor
- Türkischer Meister: 2021/22